# Mika Kikuchi
Mika Kikuchi (菊地 美香 Kikuchi Mika?) (Misato, 6 de diciembre de 1983) es una actriz, seiyū y cantante japonesa afiliada con BLACK SHIP. Es conocida por su rol de Kōme Kodō (de mote "Umeko") y Deka Pink en la serie Tokusō Sentai Dekaranger desde el 15 de febrero de 2004 al 6 de febrero de 2005.

## Carrera
En 2000, Mika hizo su debut en el escenario como Janet en la versión japonesa del musical Annie. También tuvo pequeños papeles en Jisatsu Circle y Battle Royale II: Réquiem antes de realizar el papel de Kōme Kodō de mote "Umeko" y Deka Pink en 2004 durante la emisión de la serie Super Sentai Tokusō Sentai Dekaranger.
Mika luego se diversificó en la actuación de voz en 2005, interpretando al personaje Mokona en el anime Tsubasa Chronicle y xxxHoLiC, basado en el popular manga de Clamp. También ha presentado un programa de variedades para niños Nyanchuu World en el canal NHK, así como trabajo en net radio para Tsubasa Chronicle (con la también actriz de voz Yui Makino) y Mai Otome (con Ami Koshimizu), el popular anime en el que interpreta a la protagonista. personaje Arika Yumemiya. El 16 de diciembre de 2009, fecha de su cumpleaños, se casó con el actor Yūji Kishi, 13 años mayor que ella. Se conocieron durante la gira japonesa de 2007 de Les Misérables, y casualmente ambos debutaron como actores en una serie Super Sentai. Ambos se divorciaron el 29 de diciembre de 2011. El 31 de agosto de 2018 anunció en su cuenta de Twitter que se casó nuevamente, esta vez con quién también fue su compañero de reparto de la serie Dekaranger, Tomokazu Yoshida, quien interpretó a Tekkan Aira de mote Tetsu y Deka Break.

## Filmografía

### Televisión
- Tokusō Sentai Dekaranger (2004): Kōme Kodō (胡堂 小梅 Kodō Kōme?)/Deka Pink (デカピンク Deka Pinku?)
- One Missed Call: Kanna
- Kamen Rider Kabuto: Yuki Tamai (invitada en el episodio 3)
- Nyanchuu World: Mika-Chan (Anfitriona; Serie infantil)

### Cine
- Suicide Circle (2001): Sakura Kuroda
- Φ, Phi (xxxx): Ayaka
- Battle Royale II: Requiem (2003): Ayane Yagi
- Tokusō Sentai Dekaranger The Movie: Full Blast Action (2004): Kōme Kodō (胡堂 小梅 Kodō Kōme?)/Deka Pink (デカピンク Deka Pinku?)
- Tokusō Sentai Dekaranger vs. Abaranger (2005): Kōme Kodō (胡堂 小梅 Kodō Kōme?)/Deka Pink (デカピンク Deka Pinku?)
- Mahō Sentai Magiranger vs. Dekaranger (2006): Kōme Kodō (胡堂 小梅 Kodō Kōme?)/Deka Pink (デカピンク Deka Pinku?)
- Chō Ninja Tai Inazuma! (2006): Jun Terada
- Engine Sentai Go-onger: Boom Boom! Bang Bang! GekijōBang!! (2008): Honoshu Warrior Tsukinowa
- Gokaiger Goseiger Super Sentai 199 Hero Great Battle (2011): Kōme Kodō (胡堂 小梅 Kodō Kōme?)/Deka Pink (デカピンク Deka Pinku?)
- Kamen Rider Heisei Generations: Dr. Pac-Man vs. Ex-Aid & Ghost with Legend Rider (2016): Reportera
- Space Squad (2017): Kōme Kodō (胡堂 小梅 Kodō Kōme?)/Deka Pink (デカピンク Deka Pinku?)
- Gozen (2019)

### Especial
- Tokusou Sentai Dekaranger 20th: Fireball Booster (2024): Kōme Kodō (胡堂 小梅 Kodō Kōme?)/Deka Pink (デカピンク Deka Pinku?)

### Teatro
- Annie: Janet
- Morning Musume Musical:Love Century -Yume wa Minakerya Hajimaranai-: Chika
- Ginga Tetsudou no Yoru: Kaoru
- NOISE: Mami
- My Life: Yumi
- Les Misérables (Tour por el escenario japonés en el 2007-2009): Cosette
- Hakuōki Musical: Hijikata Toshizo version: Yukimura Chizuru